# Zelina Vega
Zelina Vega (* 27. Dezember 1990 als Thea Megan Trinidad in New York City, New York) ist eine US-amerikanische Wrestlerin. Sie steht derzeit bei der WWE unter Vertrag und tritt regelmäßig in deren Show SmackDown auf. Ihr bislang größter Erfolg ist der Erhalt der WWE Women’s United States Championship. Ebenso ist Vega ehemalige WWE Women’s Tag Team Champion.

## Wrestling-Karriere

### Erste Anfänge (2010–2016)
Im Alter von 17 Jahren begann Trinidad mit dem Training bei Javi-Air, Azrieal und TJ Perkins. Trinidad gab ihr professionelles Wrestling-Debüt unter dem Ringnamen Divina Fly, für National Wrestling Superstars (NWS) am 20. Februar 2010.
Am 20. Februar 2010 gab sie ihr Debüt, für Women Superstars Uncensored (WSU) unter dem Ringnamen Divina Fly. Am 26. Juni 2010 kämpften Divina Fly und Niya, zusammen bekannt als The Fly Girls, um die WSU Tag Team Championships, verloren jedoch gegen die amtierenden Champions Cindy Rogers und Jana.

### Total Nonstop Action Wrestling (2011–2013)
Trinidad wurde von Tommy Dreamer entdeckt. Am 27. Januar wurde berichtet, dass Trinidad einen Vertrag mit der Liga unterzeichnet hatte. Am 10. Februar, debütierte Trinidad unter dem Ringnamen Rosita, als Cousine von Sarita in einem Eight Women’s Tag Team Match, in dem sich die beiden mit Madison Rayne und Tara anschlossen und Angelina Love, Mickie James, Velvet Sky und Winter besiegten. Am 13. März in besiegten Rosita und Sarita Love und Winter und gewannen die TNA Knockouts Tag Team Championship. Rosita und Sarita verloren die Titel, am 12. Juli an Frau Tessmacher und Tara bei den Aufnahmen der Episode von Impact Wrestling.

### Free Agent (2011–2017)
Ende August 2011 reiste Rosita nach Mexiko, um an einer Veranstaltung der Consejo Mundial de Lucha Libre teilzunehmen, für die Sarita regelmäßig unter dem Ringnamen Dark Angel arbeitete. Während Rositas Aufenthalt in Mexiko, wurde sie von den CMLL-Trainern Arturo Beristain und Tony Salazar ausgebildet und erhielt schließlich einen Vertrag mit der Liga, den sie jedoch aufgrund der Zusammenarbeit von TNA, mit der konkurrierenden Beförderung AAA nicht unterschreiben konnte. Nur wenige Tage später erschien Rosita in der AAA-Fernsehsendung Sin Límite und bewarb eine Storyline.
Am 14. Mai 2011 gab Rosita ihr In-Ring-Debüt für Family Wrestling Entertainment, beim Meltdown Pay-per-View und verlor mit Christy Hemme als Special Guest Referee gegen Winter. Am 6. Mai 2015 kündigte Global Force Wrestling (GFW) Trinidad, als Teil ihrer Liga an. Sie debütierte für die Promotion am 12. Juni 2015, wo sie Lei'D Tapa bei der ersten Show, der GFW Grand Slam Tour besiegte. Am 20. August 2015 wurde ihr Profil von der GFW-Website entfernt. Am 17. Juli 2015 gab Trinidad ihr Debüt bei Ring of Honor (ROH) und managte Austin Aries.

### World Wrestling Entertainment (2017–2020)
Im Juni 2017 hatte Trinidad einen Vertrag, mit der WWE unterzeichnet und mit dem Training, im WWE Performance Center begonnen. Sie begann mit der Episode vom 9. Juni bei NXT zu erscheinen, wo sie Andrade Almas, wegen seines Verhaltens konfrontierte und ihn schlug. Unter dem Namen Zelina Vega, wurde sie als Managerin von Almas eingesetzt, welcher No Way Jose am 9. August in der Folge von NXT besiegte. Am 28. Januar 2018 beim Royal Rumble, trat Vega zum ersten Mal auf, als sie Almas bei seinem Auftritt als Nummer 7, während des Royal Rumble Matches begleitete. Als Teil der Gruppierung, gab Vega ihr In-Ring-Debüt für NXT, während eines Live-Events am 3. Februar, bei dem sie sich mit Almas zusammenschloss, um von Johnny Gargano und Candice LeRae besiegt zu werden.
Am 17. April während des Superstar Shake-up, wurden Vega und Almas beide zu SmackDown gedraftet. Vega gab ihr Debüt für SmackDown in der Folge vom 15. Mai und begleitete Almas in einem Match gegen einen lokalen Wrestler, in dem er siegreich war. In der SmackDown-Folge vom 31. Juli hatte Vega ihr erstes Match bei SmackDown und besiegte Lana. Sie tat sich mit Almas zusammen und besiegte Lana und Rusev beim SummerSlam.
Während des WWE Superstar Shake-up 2019, wurden sowohl Zelina als auch Andrade zu Raw gedraftet. In der Raw-Folge vom 8. Juli, hat sich Vega mit Almas zusammengetan, um gegen Seth Rollins und Becky Lynch zu verlieren. Vega assistierte Andrade, die meiste Zeit und half ihm bei verschiedenen Gelegenheiten, die WWE United States Championship zu behalten. Im September 2020 trennte sie sich als Managerin von Andrade und fing an gegen Asuka zu fehden.
Am 12. Oktober 2020 wechselte sie durch den Draft zu SmackDown. Am 13. November 2020 wurde sie von der WWE entlassen.

### Rückkehr zu World Wrestling Entertainment (seit 2021)
Acht Monate nach ihrer Entlassung kehrte sie zurück. Am 2. Juli 2021 trat sie bei SmackDown auf. Hier verkündete sie ihre Teilnahme am Money in the Bank Ladder Match. Zudem bestritt sie ein Match gegen Liv Morgan, dieses verlor sie jedoch. Am 1. Oktober 2021 wurde sie beim WWE Draft zu Raw gedraftet. Im Oktober nahm sie am ersten Queens Crown Tournament teil. Sie erreichte das Finale, wo sie Doudrop besiegte. Am 22. November 2021 gewann sie zusammen mit Carmella die WWE Women’s Tag Team Championship, hierfür besiegten sie Nikki A.S.H. und Rhea Ripley. Die Regentschaft hielt 132 Tage und sie verloren die Titel schlussendlich am 3. April 2022 an Sasha Banks und Naomi bei WrestleMania 38. Nach dem Verlust der Titel, wurde sie aufgrund einer Verletzung für mehrere Monate aus den Shows geschrieben. Seit ihrer Rückkehr gehört sie dem Stable Latino World Order an.
Am 25. April 2025 gewann sie die Women’s United States Championship gegen Chelsea Green und holte somit ihren ersten Einzeltitel in der WWE.

## Titel und Auszeichnungen
- World Wrestling Entertainment
  - WWE Women’s Tag Team Champion (1× mit Carmella)
  - WWE Women’s United States Championship (1×)
  - Queen’s Crown Tournament 2021

- Total Nonstop Action Wrestling
  - TNA Knockouts Tag Team Championship (1×) mit Sarita

- Sports Illustrated
  - Nummer 29 der Top 30 Wrestlerinnen in 2018

- Pro Wrestling Illustrated
  - Nummer 31 der Top 50 Wrestlerinnen in der PWI der Frauen in 2011